# Фолла
Фолла (норв. Folda, также Folla) — залив (фьорд) на севере Норвегии в дистрикте (историческом регионе) Сальтен фюльке (провинции) Нурланн в акватории Норвежского моря. Является частью крупного залива Вест-фьорд, отделяющего Лофотенские острова от материка.
Вход в залив находится примерно в 35 км к северо-востоку от Будё. Примерно в 14 км к востоку от входа залив разделяется на две части — в северо-восточном направлении уходит фьорд Нордфолла, в юго-восточном направлении — фьорд Сёрфолла. Оба эти ответвления, в свою очередь, имеют свои, более мелкие, ответвления.
Расстояние от устья фьорда до самой дальней его точки в Нордфолле (около населённого пункта Мёрсвикботн) составляет 60 км, до самой дальней его точки в Сёрфолле — 55 км.
Административно территория залива относится к муниципалитетам (коммунам) Будё, Стейген и Сёрфолл.
Самая высокая точка вдоль залива Фолла находится на высоте 1020 метров над уровнем моря.

## Исторические сведения
Великий шведский натуралист Карл Линней (1707—1778) во время своей Лапландской экспедиции, которую он предпринял в одиночку в 1732 году, двигаясь от Лулео через Квикйокк, преодолел Скандинавские горы (нагорье Хьёлен), попал на территорию Норвегии и достиг побережья Норвежского моря в районе залива Фолла (от Квикйокка залив находится примерно в 120 км). Здесь он побывал в поселениях Сёрфолл и Рёрстад, после чего примерно тем же маршрутом вернулся в Лулео.